# Asparagus subulatus
Asparagus subulatus — вид рослин із родини холодкових (Asparagaceae).

## Біоморфологічна характеристика
Це кущ заввишки 200 см. Головне стебло тонке, гранисте, дерев'янисте, блідо-зелене, голе, дуже гнучке; основні листки утворюються біля основи в дельтоподібну гостру шпору; гілочки тонкі, тверді, дуже зигзагоподібні; філокладії шилоподібні, жорсткі, 19–25 мм завдовжки; квітів багато в зонтику; оцвітина дзвонова, сегменти зворотно-ланцетно-довгасті.

## Середовище проживання
Ареал: ПАР (Капські провінції).